# Lucjusz Antoniusz
Lucjusz Antoniusz (Lucius Antonius M.f. M.n.), polityk rzymski, młodszy brat triumwira Marka Antoniusza.
Wywód przodków:
| 4. Marek Antoniusz Orator |  |                           |  |  |                      |
|                           |  | 2. Marek Antoniusz Kretyk |  |  |                      |
| 5. NN                     |  |                           |  |  |                      |
|                           |  |                           |  |  | 1. Lucjusz Antoniusz |
| 6. Lucjusz Juliusz Cezar  |  |                           |  |  |                      |
|                           |  | 3. Julia                  |  |  |                      |
| 7. Fulwia                 |  |                           |  |  |                      |
|                           |  |                           |  |  |                      |

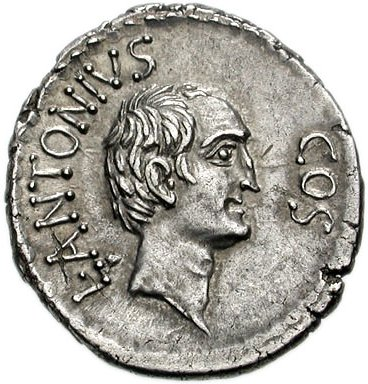
Lucjusz Antoniusz

W 54 p.n.e. miał wystąpić wraz z bratem  Gajuszem jako oskarżyciel Aulusa Gabinusza, namiestnika prowincji Syrii w procesie o zdzierstwa i przekupstwa, jednak ostatecznie oskarzycielem został Gajusz Memmiusz. W roku 50 p.n.e. sprawował kwesturę w prowincji Asia u boku propretora Kwintusa Minucjusza Terma (Quintus Minucius Thermus), który przy wyjeździe powierzył mu zarządzanie prowincją. W 49 p.n.e. po przybyciu nowego namiestnika prowincji Asia propretora Gajusza Fanniusza zachował stanowisko prokwestora. Uwolnili od służby wojskowej Żydów zamieszkałych w Azji. Zezwolił Żydom, by nadal mieli swoje własne zgromadzenie, gdzie zgodnie ze swoim zwyczajem i prawami rozstrzygali spory między sobą. W Mylasie brał udział w walkach gladiatorskich.  W 44 p.n.e., gdy Marek był konsulem a Gajusz pretorem, Lucjusz został trybunem ludowym. Lucjusz Antoniusz jako trybun wniósł w 44 r. ustawę o podziale gruntów i przewodził kolegium urzędników (septemwirat) powołanych do jego przeprowadzenia. W uznaniu tej działalności wszystkie tribus uznały w nim swojego patrona i został uhonorowany posągami, wzniesionymi między innymi przez ekwitów i trybunów wojskowych. Umożliwił Oktawianowi, wówczas osobie prywatnej nie uprawnionej do tego, wstąpienie na rostra i wygłoszenie mowy do ludu. W 43 p.n.e. wspomagał brata Marka Antoniusza w toczonej wówczas wojnie domowej. Przyprowadził mu legion pod Mutinę. Cyceron oskarża Lucjusza, ze podobnie jak brat okrutnie traktował ludność cywilną. W roku 41 p.n.e. został konsulem z Publiuszem Serwiliuszem Watią. W pierwszy dzień roku odbył triumf za sukcesy w walkach przeciw plemionom alpejskim, pomimo że nie sprawował tam dowództwa. Oktawian po podziale władzy między triumwirów powrócił do Italii z zadaniem zaopatrzenia dla weteranów wojennych. Napotkał trudności bo z jednej strony naraził się na gniew wywłaszczanych a z drugiej strony niezadowoleni byli także sami weterani, gdyż ofiarowane im środki okazały się niewystarczające. Nie chcąc by cała akcja osiedleńcza wydała się zasługą tylko Oktawiana, Lucjusz Antoniusz wspólnie z żoną Marka, Fulwią, doprowadzili do włączenia do komisji rozdzielającej ziemie swoich przedstawicieli z zadaniem wprowadzenia do kolonii legionistów Antoniusza. Lucjusz Antoniusz działając w interesie swojego brata, Marka Antoniusza podburzał weteranów, występował w  imieniu tych, którym odebrano ziemię, żeby ją przydzielić weteranom, co po nieudanych próbach porozumienia doprowadziło do wojny z Oktawianem. Po początkowych sukcesach i okupacji Rzymu (przepędził Marka Lepidusa, którego pozostawiono z wojskiem na straży miasta) Lucjusz i Fulwia zostali w końcu oblężeni w Peruzji przez Oktawiana i Marka Agrypę. Wśród oblężonych był też Tyberiusz Klaudiusz Neron. W zimie 41/40 p.n.e. po kilkakrotnych nieudanych próbach wydarcia się oblęzeni w Peruzji zostali zmuszeni głodem do poddania się. Oktawian zniszczył miasto(do pożaru miasta doprowadził jeden z mieszkańców, który z obawy przed rabunkiem podpalił własny dom), po czym i Lucjuszowi i wszystkim jego  żołnierzom przebaczył. Powierzył mu nawet namiestnictwo Hiszpanii (w zaszczytny sposób pozbywając się go z Italii i przez swych legatów roztaczając nad nim nadzór). Lucjusz Antoniusz znika odtąd ze źródeł, więc prawdopodobnie wkrótce zmarł.